# Fenerbahçe Şükrü Saracoğlu
Fenerbahçe Şükrü Saracoğlu (wym. [ʃyˈcɾy saˈɾadʒoːɫu]) – stadion Fenerbahçe SK. Nazwa pochodzi od nazwiska tureckiego polityka Şükrü Saracoğlu i dzielnicy Stambułu, w której położony jest stadion. Może pomieścić 50 509 widzów.
20 maja 2009 roku został tu rozegrany finał ostatniej w historii edycji Pucharu UEFA. Szachtar Donieck wygrał 2:1 (po dogrywce) z Werderem Brema.

## Strony klubowe
- Fenerbahçe SK Stadium Link
- Satellite Photo of Fenerbahçe Şükrü Saracoğlu Stadium